# Conus sewalli
Conus sewalli é uma espécie de gastrópode do gênero Conus, pertencente a família Conidae.